# Lički Osik
Lički Osik falu Horvátországban Lika-Zengg megyében. Közigazgatásilag Gospićhoz tartozik.

## Fekvése
Gospićtól légvonalban 7 km-re, közúton 8 km-re északkeletre a Likai-mezőn, a 25-ös számú főút mentén fekszik. Itt halad el az A1-es autópálya és a Zágráb–Split vasútvonal is.

## Története
Területe 1689-ben szabadult fel a több mint 160 évi török megszállás alól. 1691-ben a török elleni felszabadító harc hőse Marko Mesić Budakra horvátokat telepített le és megalapította az itteni Szent József plébániát. Első templom 1700-ban még fából épült, melyet 1723-ban kőből építettek át. 1771-ben a Likán hidat építettek, ezzel lehetővé vált a település további terjeszkedése. 1842-ben a Szent József plébániát Stari Osikra vitték át, ekkor építették fel az itteni Szent József templomot. A katonai közigazgatás idején Osikon volt a likia ezred 12. századának parancsnoki székhelye. 1843-ban a településnek 30 háza és 293 lakosa volt. 1859-ben megnyílt az itteni alapiskola. A katonai közigazgatás megszüntetése után Osik községközpont lett, de azt 1893-ban Široka Kulára helyezték át.
A falunak 1857-ben 429, 1910-ben 674 lakosa volt. A trianoni békeszerződés előtt Lika-Korbava vármegye Gospići járásához tartozott. Ezt követően előbb a Szerb-Horvát-Szlovén Királyság, majd Jugoszlávia része lett. A 20. század közepétől a régi falutól keletre felépítették a település új lakónegyedét Novi Lički Osikot, ahol mintegy hatszáz lakosnak építettek lakást. Nagy fémfeldolgozó központ is épült ide, mely főként védelmi célokra gyártotta termékeit. 1991-ben lakosságának 54 százaléka szerb, 40 százaléka horvát volt. Az első szerb támadás augusztus 28-án a főként szerbek lakta Novi Lički Osik irányából érte a település horvátok lakta részeit. A gránátok szüntelen becsapódásának 18 polgári áldozata volt, köztük egy 18 éves lány akit saját otthonában ért a találat. 1991. szeptember 1-jén éppen misére harangoztak, amikor a szerbek gránátjai felgyújtották a templomot. Az oltárképeket és az orgonát a gárdisták a sekrestye ajtón át menekítették ki, mert a főbejárat beomlott. Minden más berendezése elégett, a tetőszerkezet leégett. 6-án még egy gránáttalálat érte a templomot. A háború idején az épületet helyreállították, de a szerbek újra felgyújtották. Teljes megújítása csak a háború után, 2000-ben történt meg. A horvát hadsereg 1995. augusztus 6-án a "Vihar" hadművelet során foglalta vissza a teljes települést. A falunak 2011-ben 1892 lakosa volt.

## Lakosság
| Lakosság változása | Lakosság változása | Lakosság változása | Lakosság változása | Lakosság változása | Lakosság változása | Lakosság változása | Lakosság változása | Lakosság változása | Lakosság változása | Lakosság változása | Lakosság változása | Lakosság változása | Lakosság változása | Lakosság változása | Lakosság változása |
| ------------------ | ------------------ | ------------------ | ------------------ | ------------------ | ------------------ | ------------------ | ------------------ | ------------------ | ------------------ | ------------------ | ------------------ | ------------------ | ------------------ | ------------------ | ------------------ |
| 1857               | 1869               | 1880               | 1890               | 1900               | 1910               | 1921               | 1931               | 1948               | 1953               | 1961               | 1971               | 1981               | 1991               | 2001               | 2011               |
| 429                | 490                | 428                | 732                | 674                | 674                | 652                | 689                | 532                | 726                | 2.298              | 3.035              | 3.045              | 2.885              | 1.772              | 1.892              |

(1981-ben és 1991-ben Budakkal együtt.)

## Nevezetességei
- Szent József tiszteletére szentelt római katolikus plébániatemploma[4] 1842-ben épült. A templom a második világháborúban elpusztult, de a háború után, 1967-ben újjáépítették. 1991-ben a szerbek gránátjai felgyújtották, berendezése megsemmisült. 2000-ben teljesen megújították. A plébániatemplom a faluban található, főhomlokzata délkeleti tájolású. Egyhajós, négyszögletes alaprajzú épület, keskenyebb, hosszúkás, félköríves szentéllyel,  a szentélytől északra csatlakozó sekrestyével és a főhomlokzat előtti harangtoronnyal. A templom méreteit tekintve az egyik legnagyobb Likában, ami a település fontosságát tükrözi a katonai határőrvidék igazgatása alatt. A magas fallal körülvett fennsíkon egy, a 19. század utolsó negyedében épült ciszterna is található.
- Grebenar